# يوإيتشي مارويوما
يوإيتشي مارويوما (باليابانية: 丸山 祐市) (مواليد 16 يونيو 1989) هو لاعب كرة قدم ياباني يلعب حاليا لصالح نادي طوكيو في الدوري الياباني الممتاز. يلعب مع منتخب اليابان لكرة القدم منذ عام 2016.

## وصلات خارجية
- يوإيتشي مارويوما على موقع رابطة كرة القدم اليابانية للمحترفين (اليابانية)
- يوإيتشي مارويوما على موقع قاعدة بيانات كرة القدم.إي يو (الإنجليزية)
- يوإيتشي مارويوما على موقع ناشيونال فوتبول تيمز (الإنجليزية)
- يوإيتشي مارويوما على موقع Soccerway.com (الإنجليزية)
- يوإيتشي مارويوما على موقع عالم كرة القدم.نت (الإنجليزية)
- يوإيتشي مارويوما على موقع كووورة

- National Football Teams